# 그리골 므갈로블리슈빌리
그리골 주라비스 제 므갈로블리슈빌리(조지아어: გრიგოლ ზურაბის ძე მგალობლიშვილი, 조지아어 발음: [ɡɾiɡol mɡalobliʃʷili], 1973년 10월 7일~)는 조지아의 정치인이자 외교관으로 2009년 6월 26일부터 NATO 주재 조지아 상임대표를 맡고 있다. 2008년 11월 1일부터 2009년 2월 6일까지 조지아 총리를 잠시 역임했다.

## 어린 시절
그리골 므갈로블리슈빌리는 당시 그루지야 소비에트 사회주의 공화국의 수도였던 트빌리시에서 학구적인 가정에서 태어났다. 2012년 3월 19일, 웨이백 머신에 보관 그는 2008년 10월 27일, 미헤일 사카슈빌리 대통령이 조지아 의회에 조지아 총리직을 제안할 때까지 튀르키예 주재 조지아 대사를 역임했다. 그는 모국어인 조지아어 외에도 영어, 튀르키예어, 러시아어, 독일어를 구사한다.

## 총리직
므갈로블리슈빌리는 2008년 11월 1일에 총리로 승인되었다.
2008년 12월, 러시아 언론은 조지아의 타블로이드 신문인 《알리아》가 므갈로블리슈빌리와 사카슈빌리 사이에 므갈로블리슈빌리에게 주먹을 날리고 전화기를 던진 사건이 발생했다는 보도를 널리 보도했다. 이 기사는 대통령을 도발한 이유를 설명하지 않았다. 얼마 지나지 않아 므갈로블리슈빌리는 건강 검진을 받기 위해 독일로 떠났다. 조지아로 돌아온 그는 "허구와 소문"이 우스꽝스럽다고 말했다. 사카슈빌리 대통령도 므갈로블리슈빌리가 돌아온 후 "러시아는 진정하고 글로벌 이슈에 더 집중할 것"이라며 이 소문에 대응했다.
2009년 1월 30일, 기자회견에서 므갈로블리슈빌리는 건강 문제를 이유로 사임을 발표하고 대통령에게 재무장관 겸 제1부총리인 니카 길라우리를 총리직에 지명하는 방안을 검토할 것을 제안했다고 밝혔다.

## NATO 주재 대사
2009년 6월 26일, 조지아 의회는 므갈로블리슈빌리를 NATO 상임대표로 승인했다.